# Pseudopseustis jordana
Pseudopseustis jordana là một loài bướm đêm trong họ Noctuidae.